# Зофія Віхлач
Зофія Віхлач (пол. Zofia Wichłacz; нар. 5 квітня 1995, Варшава) — польська акторка театру і кіно.

## Біографія
Народилася 5 квітня 1995 року у Варшаві, у родині кінооператора Збігнева Віхлача та художника-постановника Анни Сейтз-Віхлач.
Навчання у Театральній академії імені Александра Зельверовича перервала після першого семестру.
Дебютувала у 2013 році у фільмі «Танець смерті. Сцени з Варшавського повстання».
У 2014 році зіграла одну з головних ролей у військовій драмі «Місто 44» режисера Яна Комаса. За роль санітарки «божої корівки» отримала премію Орла в номінації «Відкриття року».
У 2017 році виходить фільм «Слід звіра» знятий за повістю Ольги Токарчук «Веди свій плуг понад кістками мертвих» у постановці Аґнешки Голланд, в якій Віхлач зіграла мати «Матуги».
У 2019 році знялась у драматичному серіалі «ДНК» від режисерів Генріка Рубена Генца і Каспера Гаардсе.
У 2021 році виконала головну роль у фільмі жахів «В лісі сьогодні не до сну 2».

## Фільмографія
| Рік  | Українська назва            | Оригінальна назва              | Роль              |
| ---- | --------------------------- | ------------------------------ | ----------------- |
| 2014 | Місто 44                    | Miasto 44                      | Аліса             |
| 2016 | Післяобрази                 | Powidoki                       | Ханя Боровська    |
| 2017 | Примирення                  | Zgoda                          | Анна Новицька     |
| 2017 | Слід звіра                  | Pokot                          | мати «Матогі»     |
| 2017 | Амок                        | Amok                           | Зофья Бала        |
| 2018 | Трясовина                   | Rojst                          | Тереза Зажицька   |
| 2018 | 1983                        | 1983                           | Кароліна Ліс      |
| 2021 | Трясовина 1997              | Rojst 1997                     | Тереза Зажицька   |
| 2021 | В лісі сьогодні не до сну 2 | W lesie dziś nie zaśnie nikt 2 | Ванесса Ковальчик |

## Нагороди
| Рік  | Нагорода                              | Категорія              | Номінована робота | Результат |
| ---- | ------------------------------------- | ---------------------- | ----------------- | --------- |
| 2014 | Кінофестиваль у Гдині                 | Найкраща жіноча роль   | Місто 44          | Перемога  |
| 2015 | Польська кінопремія                   | Найкраща жіноча роль   | Місто 44          | Номінація |
| 2015 | Польська кінопремія                   | Відкриття року         | Місто 44          | Перемога  |
| 2017 | Берлінський міжнародний кінофестиваль | European Shooting Star | Амок              | Перемога  |